# Лікінг-Крік Тауншип (округ Фултон, Пенсільванія)
Лікінг-Крік Тауншип (англ. Licking Creek Township) — селище (англ. township) в США, в окрузі Фултон штату Пенсільванія. Населення — 1575 осіб (2020).

## Демографія
Згідно з переписом 2010 року, у селищі мешкали 1703 особи в 623 домогосподарствах у складі 446 родин. Було 773 помешкання
Расовий склад населення:
| - 98,4 % — білих - 0,2 % — азіатів - 0,1 % — вихідців з тихоокеанських островів - 0,1 % — чорних або афроамериканців |

До двох чи більше рас належало 0,8 %. Частка іспаномовних становила 1,1 % від усіх жителів.
За віковим діапазоном населення розподілялося таким чином: 24,3 % — особи молодші 18 років, 61,6 % — особи у віці 18—64 років, 14,1 % — особи у віці 65 років та старші. Медіана віку мешканця становила 38,5 року. На 100 осіб жіночої статі у селищі припадало 111,0 чоловіків;  на 100 жінок у віці від 18 років та старших — 109,4 чоловіків також старших 18 років.
Середній дохід на одне домашнє господарство  становив 58 939 доларів США (медіана — 46 439), а середній дохід на одну сім'ю — 67 723 долари (медіана — 54 375). Медіана доходів становила 38 625 доларів для чоловіків та 29 907 доларів для жінок. За межею бідності перебувало 17,7 % осіб, у тому числі 22,9 % дітей у віці до 18 років та 6,8 % осіб у віці 65 років та старших.
Цивільне працевлаштоване населення становило 760 осіб. Основні галузі зайнятості: виробництво — 23,3 %, освіта, охорона здоров'я та соціальна допомога — 21,4 %, транспорт — 9,1 %, будівництво — 8,4 %.